# Сынтимбру (коммуна, Алба)
Сынтимбру (рум. Sântimbru) — коммуна в составе жудеца Алба (Румыния).

## Состав
В состав коммуны входят следующие населённые пункты (данные о населении за 2002 год)::
- Сынтимбру (рум. Sântimbru) — 1223 жителей — административный центр коммуны
- Тотой (рум. Totoi) — 551 человек
- Галтиу (рум. Galtiu) — 462 человека
- Кошлариу (рум. Coșlariu) — 397 человек
- Думитру (рум. Dumitra) — 107 человек

## География
Коммуна расположена в 269 км к юго-западу от Бухареста, 8 км к северо-востоку от Алба-Юлии и 71 км к югу от Клуж-Напока.

## Население
По данным переписи населения 2002 года в коммуне проживали 2740 человек.
Национальный состав населения коммуны:
| Национальность | Кол-во человек | Процент |
| -------------- | -------------- | ------- |
| Румыны         | 2664           | 97,2%   |
| Цыгане         | 48             | 1,8%    |
| Венгры         | 27             | 1,0%    |
| Украинцы       | 1              | < 0,1%  |

Родным языком назвали:
| Язык       | Кол-во человек | Процент |
| ---------- | -------------- | ------- |
| Румынский  | 2705           | 98,7%   |
| Цыганский  | 23             | 0,8%    |
| Венгерский | 11             | 0,4%    |
| Украинский | 1              | < 0,1%  |

Состав населения коммуны по вероисповеданию:
| Вероисповедание | Кол-во человек | Процент |
| --------------- | -------------- | ------- |
| Православные    | 2382           | 86,9%   |
| Греко-католики  | 274            | 10,0%   |
| Пятидесятники   | 31             | 1,1%    |
| Римо-католики   | 15             | 0,5%    |
| Реформаты       | 10             | 0,4%    |
| Баптисты        | 8              | 0,3%    |
| Адвентисты      | 6              | 0,2%    |